# Tornillo
Tornillo è un census-designated place degli Stati Uniti d'America, situato nella contea di El Paso dello Stato del Texas.
La popolazione era di 1.568 persone al censimento del 2010. Fa parte dell'area metropolitana di El Paso.

## Geografia fisica
Tornillo è situata a 31°26′22″N 106°05′44″W (31.439308, -106.095580).
Secondo lo United States Census Bureau, ha un'area totale di 3,4 miglia quadrate (8,8 km²).
Tornillo e Guadalupe, Chihuahua, sono collegate dal Fabens–Caserta International Bridge.

## Società

### Evoluzione demografica
Secondo il censimento del 2000, c'erano 1.609 persone, 394 nuclei familiari e 366 famiglie residenti nella città. La densità di popolazione era di 470,4 persone per miglio quadrato (181,6/km²). C'erano 437 unità abitative a una densità media di 127,8 per miglio quadrato (49,3/km²). La composizione etnica della città era formata dal 97,2% di bianchi, lo 0,56% di nativi americani, l'1,58% di altre razze, e lo 0,68% di due o più etnie. Ispanici o latinos erano il 99,13% della popolazione.
C'erano 394 nuclei familiari di cui il 67,0% aveva figli di età inferiore ai 18 anni, il 73,1% erano coppie sposate conviventi, il 14,5% aveva un capofamiglia femmina senza marito, e il 6,9% erano non-famiglie. Il 6,6% di tutti i nuclei familiari erano individuali e il 2,8% aveva componenti con un'età di 65 anni o più che vivevano da soli. Il numero di componenti medio di un nucleo familiare era di 4,08 e quello di una famiglia era di 4,27.
La popolazione era composta dal 44,0% di persone sotto i 18 anni, l'11,2% di persone dai 18 ai 24 anni, il 27,8% di persone dai 25 ai 44 anni, l'11,9% di persone dai 45 ai 64 anni, e il 5,2% di persone di 65 anni o più. L'età media era di 22 anni. Per ogni 100 femmine c'erano 92,7 maschi. Per ogni 100 femmine dai 18 anni in giù, c'erano 87,3 maschi.
Il reddito medio di un nucleo familiare era di 19.514 dollari, e quello di una famiglia era di 20.329 dollari. I maschi avevano un reddito medio di 16.955 dollari contro i 15.761 dollari delle femmine. Il reddito pro capite era di 5.778 dollari. Circa il 36,6% delle famiglie e il 36,8% della popolazione erano sotto la soglia di povertà, incluso il 40,4% di persone sotto i 18 anni e il 40,2% di persone di 65 anni o più.